# Добролюбовка (Восточно-Казахстанская область)
Добролюбовка (каз. Добролюбовка) — упразднённое село в Кокпектинском районе Восточно-Казахстанской области Казахстана. Входило в состав Самарского сельского округа. Код КАТО — 635063105. Ликвидировано в 2009 г.

## Население
В 1999 году население села составляло 158 человек (82 мужчины и 76 женщин). По данным переписи 2009 года, в селе проживало 16 человек (10 мужчин и 6 женщин).